# Новая таганрогская газета
«Новая таганрогская газета» — городская общественно-политическая еженедельная газета.

## О газете
В настоящее время является одним из основных печатных СМИ Таганрога. Тематика газеты — освещение событий в городе Таганроге, аналитика и комментарии, события культурной и спортивной жизни города. Газета выпускается в печатном и электронном виде. Объем газеты «Новая таганрогская газета» — 4 полосы; периодичность выхода — один раз в неделю. Формат — А3. Учредители газеты «Новая таганрогская газета» —  А. М. Строганов, М. А. Дорохин, Е. И. Ермолова. Бессменный главный редактор газеты «Новая таганрогская газета» — А. М. Строганов. Тираж газеты в разное время менялся от 25 000 до 999 экз. На февраль 2012 года тираж составлял 6270 экз. (2012) и являлся максимальным для общественно-политических газет Таганрога. Распространение — офисная доставка и по подписке.

## История газеты
Первый номер вышел 18 мая 2001 года. «Новая таганрогская газета» была учреждена торгово-промышленной ассоциацией «Югтранзитсервис». Газета издавалась тиражом в 25.000 экземпляров. В июле 2003 г. решением Ростовского суда газета была закрыта (отменена регистрация издания). В этой связи с 9 августа по 6 сентября 2003 года газета выходила тиражом 999 экземпляров.
В марте 2012 года, сразу после выборов нового мэра Таганрога, выпуск «Новой таганрогской газеты» был приостановлен.
С этого момента выпуски «Новой таганрогской газеты» стали носить эпизодический характер.

## Тираж газеты
| Год       | 2001  | 2003 | 2007 | 2008 | 2009 | 2010 | 2011 | 2012 | 2016  |
| Тенденция | ▲     | ▼    | ▲    | ▼    | ▲    | ▲    | ▲    | ▲    | ▲     |
| Экз.      | 25000 | 999  | 8200 |      |      |      | 6270 | 6270 | 15000 |